# Adaptacja filmowa

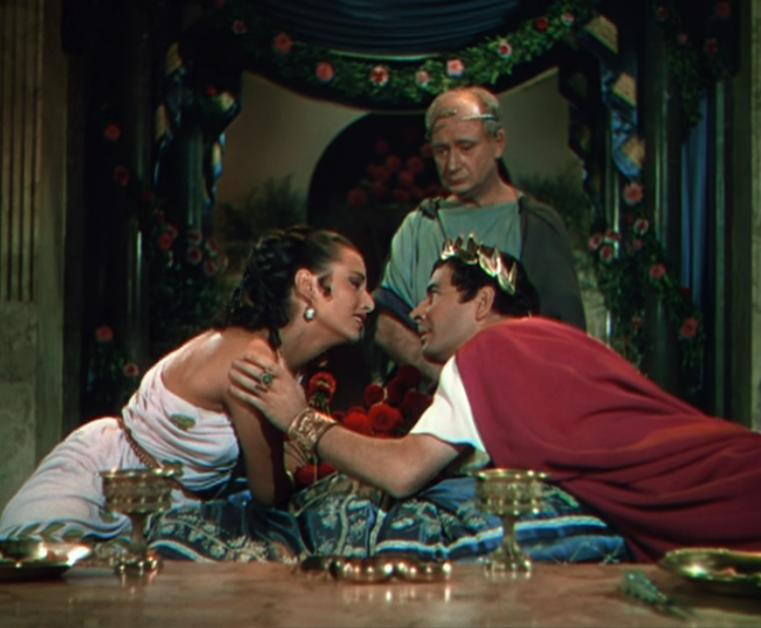
Film Quo Vadis (1951) na podstawie powieści Henryka Sienkiewicza

Adaptacja filmowa (łac. adaptatio ’przystosowanie’), in. ekranizacja – przeznaczona do sfilmowania przeróbka pierwotnego materiału literackiego, teatralnego, muzycznego lub innego artystycznego. Celem ekranizacji jest dostosowanie adaptowanego utworu do wymogów nowego medium, odmiennego materiału bądź potrzeb i wymagań nowej publiczności.

## Rodzaje operacji adaptacyjnych
Agnieszka Ogonowska napisała, że:

adaptator, decydując się na wybór określonego utworu do adaptacji, kieruje się przede wszystkim dwiema grupami czynników. Pierwsza z nich to czynniki ściśle związane z właściwościami samego tekstu, a zatem: jego kompozycja i struktura, podstawowe elementy świata przedstawionego (bohaterowie, czas, przestrzeń), czy też wpisana weń ideologia. […] Druga grupa obejmuje czynniki współczesne adaptatorowi, a także charakterystyczne dla potencjalnych odbiorców jego dzieła. Istotnym ich elementem jest również rodzaj oferowanych przez system kultury doświadczeń (literackich, medialnych), które w sposób istotny wyznaczają horyzont oczekiwań odbiorczych, jak również mieszczą się w polu alternatyw możliwych do wykorzystania przez twórców.

Marek Hendrykowski wyróżnił siedem rodzajów operacji adaptacyjnych. Cztery z nich: substytucja, redukcja, addycja oraz inwersja, wywodzą się z przyjętej przez Edwarda Balcerzana kategorii operacji retorycznych. Oprócz nich Hendrykowski wyznacza trzy kolejne: transakcentację, kompresję i amplifikację.
- Substytucja (ekwiwalencja, zamiana, transmutacja, podstawienie) to zastąpienie elementu występującego w pierwowzorze innym, włączonym do adaptacji[4]. Hendrykowski zaznacza, że „zamiana jednego elementu na drugi nie pociąga za sobą całkowitej swobody wyboru i powinna przebiegać w określonych granicach współzależności i współznaczenia”[4]. Jako przykład nieumiejętnej substytucji wyjściowego materiału wymienia się Uwikłanie (2011) Jacka Bromskiego na podstawie powieści Zygmunta Miłoszewskiego, gdzie reżyser podmienił literacką postać doświadczonego prokuratora Teodora Szackiego na świeżo zatrudnioną Agatę Szacką, co drastycznie zmieniło kształt adaptacji[5].
- Redukcja (detrakcja, odjęcie, usunięcie) to pominięcie w materiale filmowym elementu występującego w pierwowzorze[4]. Ów zabieg jest często stosowany w praktyce adaptacyjnej[4]. Książkowym przykładem redukcji jest skracanie dialogów, prowadzące niekiedy do całkowitej zmiany wymowy pierwowzoru. Pod tym względem Tadeusz Lubelski negatywnie ocenił Przedwiośnie (2001) Filipa Bajona na podstawie powieści Stefana Żeromskiego, w którym oskarżenie Cezarego Baryki w stronę Gajowca: „Waszą ideą jest stare hasło niedołęgów, którzy Polskę przełajdaczyli: «Jakoś to będzie!»”, zostało ocenzurowane na rzecz „Waszą ideą jest stare hasło: «Jakoś to będzie!»”[6].
- Addycja (adiekcja, dodanie, dorzucenie) to zawarcie w adaptacji filmowej elementu bądź elementów, które nie pojawiają się w pierwowzorze[7]. Jako przykład takiej twórczej metody adaptacyjnej wymienia się Sanatorium pod Klepsydrą (1974) Wojciecha Jerzego Hasa, w którym reżyser połączył motywy występujące w opowiadaniach Sanatorium pod Klepsydrą i Wiosna Brunona Schulza, zarazem dodając do nich nowe znaczenia, na przykład wszechobecne motywy śmierci wiążące świat Schulza z zapowiedzią Zagłady Żydów na ziemiach polskich[8][9].
- Inwersja (przestawienie) to zmiana kolejności wydarzeń prezentowanych na ekranie w porównaniu z pierwowzorem[10]. Jest to jeden z rzadziej stosowanych zabiegów adaptacyjnych[10]; za przykład inwersji może posłużyć Kanał (1957) Andrzeja Wajdy na podstawie opowiadania Jerzego Stefana Stawińskiego. O ile akcja opowiadania Stawińskiego toczy się w kolejności chronologicznej, film Wajdy otwiera prolog wyjaśniający, że wszyscy główni bohaterowie filmu zginęli[10].
- Amplifikacja (wzmocnienie, podkreślenie, zaakcentowanie) to uwydatnienie w trakcie adaptacji pewnych pożądanych atrybutów, cech charakterystycznych pierwowzoru[10]. Niekiedy amplifikacja kumuluje w sobie elementy redukcji, substytucji i addycji[11]. Przykładem skutecznej amplifikacji pierwowzoru literackiego jest Lot nad kukułczym gniazdem (1975) Milosza Formana. W porównaniu z powieścią Kena Keseya, której bohaterem jest cierpiący na schizofrenię Indianin (jako narrator), adaptacja filmowa znacznie więcej uwagi poświęca drugoplanowej postaci McMurphy’ego, jakkolwiek kamera niekiedy ukazuje wydarzenia filmowe oczyma Indianina; niemniej jednak kontrkulturowe przesłanie utworu zostało zachowane[12].
- Transakcentacja (przeniesienie akcentu ważności) to świadomy zabieg autora adaptacji filmowej, polegający na zupełnie innym niż w przypadku pierwowzoru rozłożeniu elementów ważności dzieła[13]. Niekiedy transakcentację stosuje się jednocześnie z redukcją, aby ułatwić widzowi zwrócenie uwagi na konkretne elementy adaptacji[11]. Często wspominanym wzorcowym przykładem transakcentacji filmowej jest Popiół i diament (1958) Wajdy na podstawie powieści Jerzego Andrzejewskiego. O ile w utworze Andrzejewskiego postać Maćka Chełmickiego odgrywa rolę drugoplanową i jest przedstawiona jednoznacznie negatywnie, o tyle w filmie Wajdy staje się pierwszoplanowym bohaterem, ukierunkowanym na wzbudzenie sympatii widza[14].
- Kompresja (kondensacja struktury pierwowzoru) to zabieg polegający na stworzeniu filmowego ekstraktu pierwowzoru, tzn. wyobrażenia, w jakim funkcjonuje w powszechnym obiegu[13]. Kompresja jest sumą redukcji i substytucji pierwotnego materiału filmowego[11]. Seweryna Wysłouch jako kongenialny przykład kompresji materiału literackiego wskazuje Kafkę (1992) Zbigniewa Rybczyńskiego, „film, który nie jest ani biografią pisarza, ani adaptacją wybranej powieści, ale wszystkim naraz. Rybczyński wykorzystuje całą twórczość autora Procesu, także jego dziennik i listy, ażeby stworzyć «syntetycznego» Kafkę”[11].

## Rodzaje adaptacji filmowych

### Adaptacje literatury
Już od początku istnienia kina nawiązywano do kanonu dzieł literackich. Ze względu na ówcześnie niewielką długość taśm filmowych takie próby w pierwszej dekadzie XX wieku były ograniczone, toteż znaczącej redukcji poddawano pierwotny materiał literacki. Jak pisze Tadeusz Lubelski, pionierem w tej kwestii był Georges Méliès, który „wprowadzał do swoich filmów podstawowy kanon literatury: od Odysei Homera i Księgi tysiąca i jednej nocy, przez [...] Podróże Guliwera Swifta i Przypadki Robinsona Cruzoe Defoe, aż po baśnie Charles’a Perraulta i współczesne sobie powieści Jules’a Verne’a”, jakkolwiek nawiązania te służyły jedynie promocji kina jako fabryki atrakcji. Próbą uszlachetnienia ekranizacji literatury było zjawisko filmów artystycznych, za pomocą którego „próbowano podnieść […] status [filmu] jako rozrywki adresowanej nie tylko do masowej publiczności, ale także odbiorców o wyższym poziomie kompetencji kulturowej”. Jednak filmy artystyczne sprowadzały się do teatralnych interpretacji uznanych dzieł literackich.
Udoskonalenia techniczne w późniejszych dekadach pozwoliły na zwiększenie długości projekcji filmowych, co z kolei wpłynęło na większą dokładność adaptacji. Znakiem owych przemian stał się ponaddwugodzinny epos Narodziny narodu (1915) Davida Warka Griffitha na podstawie powieści The Clansman Thomasa Dixona, w którym typowa dla literatury opisowa psychologizacja działań postaci została w dużej mierze zastąpiona montażem połączonym ze zmianami planów (np. zbliżeniami na aktorów). Mimo to, ze względu na brak udźwiękowienia, filmy z lat drugiej i trzeciej dekady XX wieku niekiedy posiłkowały się wprost cytatami z adaptowanych dzieł literackich. Przykładowo, Pan Tadeusz (1928) Ryszarda Ordyńskiego na podstawie poematu Adama Mickiewicza został zmontowany w konwencji „żywych obrazów”, tzn. aktorskiej inscenizacji fragmentów utworu splecionej z planszami zawierającymi cytaty.

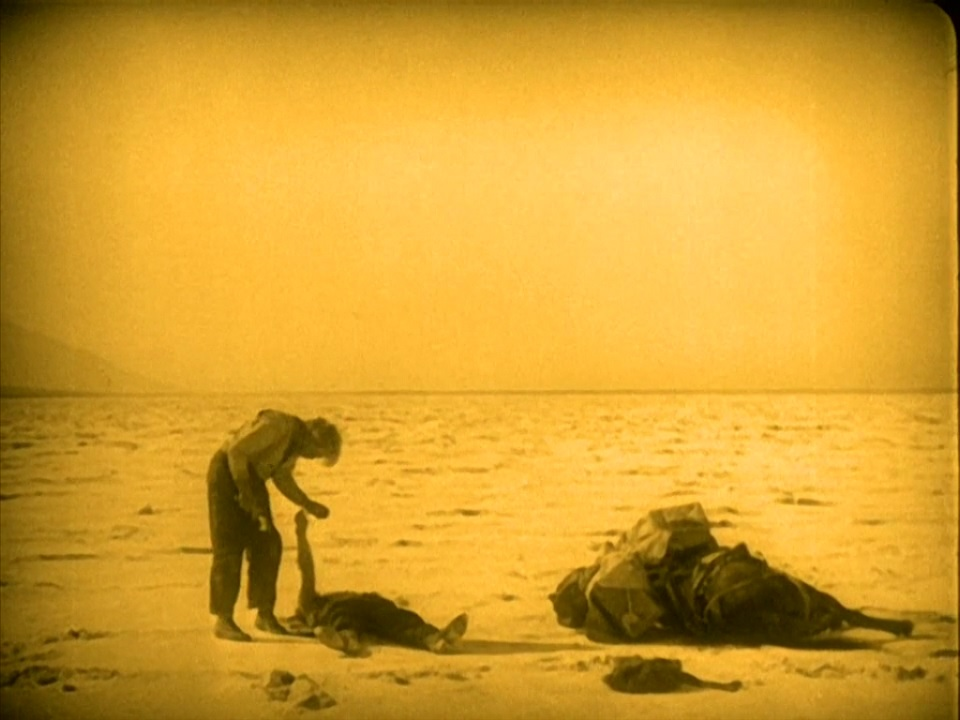
Mroczny epilog losów McTeague’a na Dolinie Śmierci: kadr z filmu Chciwość (1924, reż. Erich von Stroheim)

Nawet jednak w momencie, gdy adaptacje dzieł literackich stawały się coraz dojrzalsze technicznie, problem stanowiła cenzura – ekonomiczna, obyczajowa, niekiedy również polityczna. Film – jako sztuka zbiorowa finansowana przez różnorodne źródła, w porównaniu z indywidualnym dziełem literackim – bywa bardziej niż literatura podatny na ingerencję ze strony producentów, lobby różnych środowisk tudzież państwa. Przykładowo, Chciwość (1924) Ericha von Stroheima, adaptacja ponurej, naturalistycznej powieści McTeague Franka Norrisa, w swej pierwotnej, blisko ośmiogodzinnej wersji była wierna pierwowzorowi. Jednak wytwórnia Metro-Goldwyn-Mayer skróciła ze względów ekonomicznych pierwotny materiał do dwóch godzin, co przyczyniło się do skrajnie negatywnych recenzji okaleczonego filmu w prasie. Cenzura obyczajowa podobnie tłamsiła pierwotne przesłanie pierwowzorów literackich, co prowadziło między innymi do zmiany zakończeń na bardziej optymistyczne. Taki los spotkał np. Grona gniewu (1940) Johna Forda, gdzie złagodzono druzgocące zakończenie powieści Johna Steinbecka. Jak pisał Łukasz Plesnar: „U Steinbecka Rosasharn Joad, chora i bez dachu nad głową, wydaje na świat martwy płód, a swoim mlekiem karmi umierającego z głodu mężczyznę. U Forda Joadowie dostają się do obozu prowadzonego przez Departament Rolnictwa, gdzie znajdują przyzwoite warunki egzystencji”. Podobna cenzura motywowana politycznie prowadziła do stępienia potencjału wielu potencjalnie wywrotowych adaptacji; wśród przykładów można wymienić Bazę ludzi umarłych (1958) Czesława Petelskiego na podstawie powieści Marka Hłaski Następny do raju. Ponura opowieść o drwalach pracujących w fatalnych warunkach zyskała optymistyczne zakończenie, w którym długo wyczekiwane ciężarówki z dostawą umożliwiającą wykonanie planu docierają na czas (w powieści – wprost przeciwnie).
Niekiedy reżyserzy filmowi sami znacząco skracali treść pierwowzorów literackich lub dokonywali ich drastycznych przekształceń. Przykładowo, Stanley Kubrick w Mechanicznej pomarańczy (1971) według powieści Anthony’ego Burgessa o młodocianym przestępcy poddanym przymusowej resocjalizacji usunął klamrę narracyjną powieści w postaci zakończenia, w którym zrezygnowany główny bohater decyduje się założyć rodzinę. Pier Paolo Pasolini, ekranizując 120 dni Sodomy autorstwa markiza de Sade (Salò, czyli 120 dni Sodomy, 1974), przeniósł akcję osiemnastowiecznej powieści w realia faszystowskich Włoch podczas II wojny światowej; co za tym idzie, zastąpił przełamujących tabu obyczajowe libertynów faszystami, kierując swoje oskarżenie w stronę chrześcijańskiej prawicy sprawującej w latach 70. XX wieku władzę we Włoszech. Przykład Salò pokazuje, że zmiana kostiumu historycznego z pierwowzoru mogła służyć krytyce współczesności. Natomiast Volker Schlöndorff, adaptując w 1979 Blaszany bębenek Güntera Grassa, wyciął z losów głównej postaci Oskara Matzeratha obszerną część powojenną, koncentrując się na dojrzewaniu chłopca przed i podczas II wojny światowej. Z kolei Martha Fiennes w brawurowej adaptacji poematu dygresyjnego Eugeniusz Oniegin Aleksandra Puszkina (Oniegin, 1999) nie tylko przełożyła jego wierszowany język na dialogi, ale również położyła większy nacisk na odgrywaną przez siebie postać Tatiany. Rzadziej zdarzają się operacje odwrotne, np. filmowe adaptacje pojedynczych wierszy z tomików poetyckich. Wśród filmów pełnometrażowych na bazie krótkich utworów wierszowanych można wskazać chiński melodramat Skręć w lewo, skręć w prawo (2003) Johnniego To i Wai Ka-Fai, który powstał na bazie utworu Wisławy Szymborskiej Miłość od pierwszego wejrzenia .

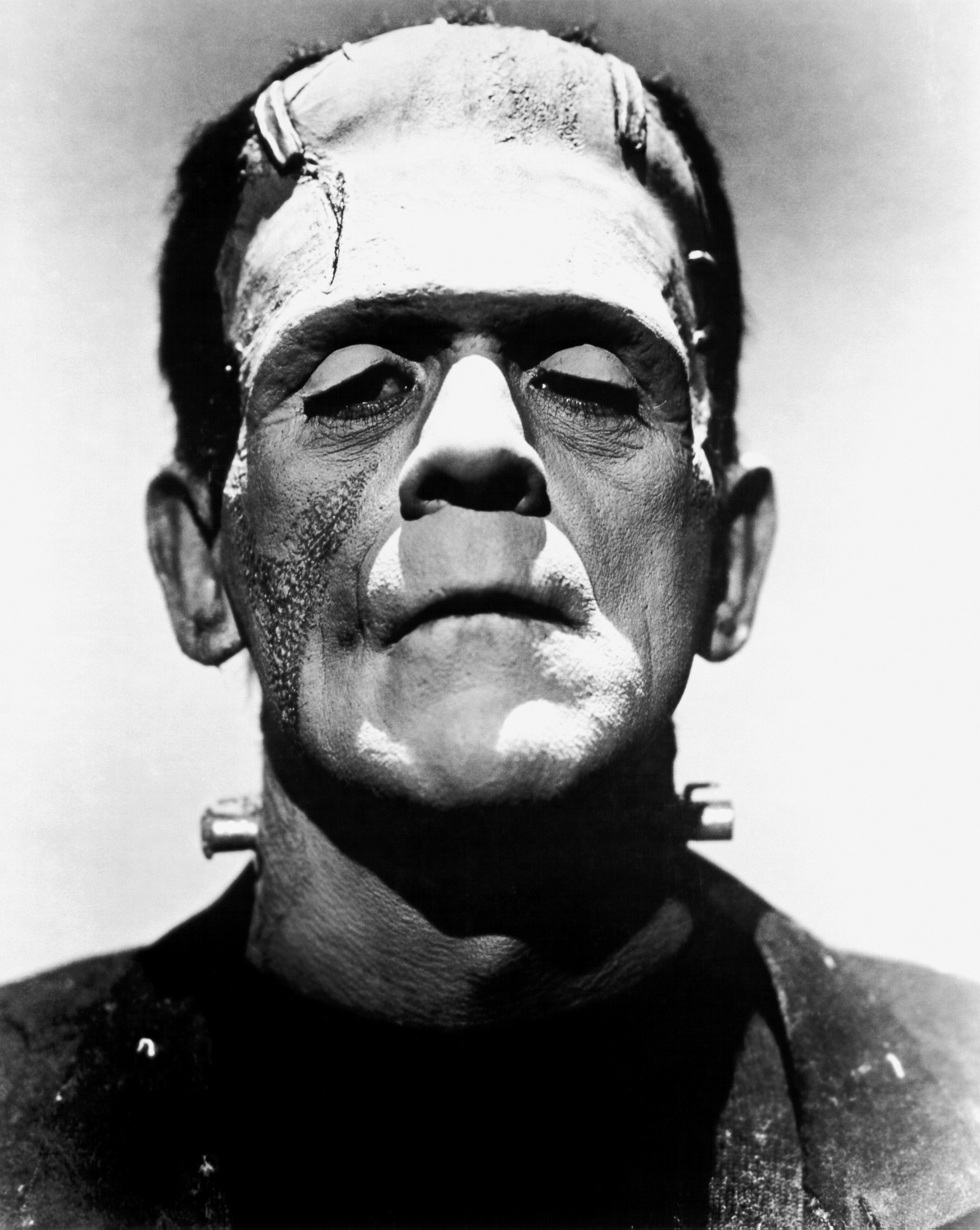
Boris Karloff ucharakteryzowany na potwora stworzonego przez doktora Frankensteina: kadr promocyjny z filmu Dziewczyna Frankensteina (1935, reż. James Whale)

W obliczu rosnących nakładów na produkcję filmową najpewniejsze dochody przynosiły i przynoszą adaptacje niekontrowersyjnych dzieł literackich: powieści przygodowych (liczne adaptacje powieści Alexandre’a Dumasa, Henryka Sienkiewicza, Jules’a Verne’a, Herberta George’a Wellsa i innych) , uznanych klasyków literackich (Lwa Tołstoja, Jane Austen) , kryminałów (Arthura Conana Doyle’a, Agathy Christie), horrorów (Mary Shelley, Brama Stokera, Stephena Kinga)   . Adaptacje filmowe literatury popularnej odnosiły przy tym niejednokrotnie większą popularność od swych pierwowzorów. Frankenstein (1931) Jamesa Whale’a oraz Dracula (1931) Toda Browninga, choć stanowiły luźne adaptacje horrorów Shelley i Stokera, dzięki kreacjom aktorskim drobiazgowo ucharakteryzowanego Borisa Karloffa oraz Beli Lugosiego stały się w wyobraźni zbiorowej ikonicznymi przekładami literatury grozy  . Podobnie oddziaływały na widownię cukierkowe pod względem stylistycznym filmy animowane wytwórni Walta Disneya, które przekształcały będące w domenie publicznej baśnie oraz powieści dla dzieci (Królewna Śnieżka i siedmiu krasnoludków, 1937, według podań zapisanych przez braci Grimm; Pinokio, 1940, według Carla Collodiego; Alicja w krainie czarów, 1951, według Lewisa Carrolla; Księga dżungli, 1967, według Rudyarda Kiplinga; Przygody Kubusia Puchatka, 1977, według A.A. Milne’a).

### Adaptacje komiksów
Szczególnie dochodowe adaptacje filmowe powstają na licencji komiksów . Zwłaszcza filmy i seriale animowane pozwalają łatwo oddać styl wizualny pierwowzorów komiksowych. Bogatą tradycję mają filmy na podstawie francusko-belgijskich komiksów utrzymanych w stylu ligne claire, np. Asterix Gall (1967, według René Goscinnego i Alberta Uderzo), Smerfy (1981–1989, według Peyo) , ale powstają też dzieła na podstawie dojrzalszych tematycznie „powieści obrazkowych” (Persepolis, 2007, według Marjane Satrapi; Kot rabina, 2011, według Joanna Sfara). Japońska kultura filmowa jest z kolei zdominowana przez adaptacje popularnych mang (anime), wśród których można wyróżnić Nausikę z Doliny Wiatru (1984) według Hayao Miyazakiego, Akirę (1988) według Katsuhiro Ōtomo, Ghost in the Shell (1995) według Masamunego Shirowa  .
Z ogromnym wyzwaniem wiąże się natomiast produkcja filmów aktorskich na podstawie komiksów. Jakkolwiek już od lat 70. i 80. XX wieku sukces kasowy odnosiły filmy na podstawie uniwersów DC Comics, np. Superman (1978) Richarda Donnera oraz Batman (1989) Tima Burtona, nie były one uznawane za dzieła udane artystycznie. Z podobnym odbiorem spotkał się także Spider-Man (2002) Sama Raimiego na podstawie komiksów Marvela. Zasadniczy problem związany z aktorskimi adaptacjami komiksów polega na dylemacie, czy adaptatorzy wolą trzymać się stylu wizualnego i fabuły pierwowzorów, czy brać pod uwagę uwarunkowania filmu jako medium. Część filmów na podstawie komiksów odniosła sukces artystyczny dlatego, że albo w ich tworzeniu brali udział artyści odpowiedzialni za warstwę estetyczną pierwowzorów (np. Frank Miller, jeden z reżyserów Sin City, 2005), albo przesunięciu akcentów ulegało polityczne przesłanie materiału źródłowego. Przykładowo, powodzenie trylogii Christophera Nolana na podstawie komiksów o Batmanie (Mroczny Rycerz, 2008) wynikało zarówno z poważniejszego tonu adaptacji, jak i z czytelnych aluzji do tzw. wojny z terroryzmem oraz dylematów z nią związanych. Podobnej aktualizacji uległ głośny film Joker (2019) Todda Phillipsa, w którym tytułowy czarny charakter z komiksów o Batmanie jest nie tyle abstrakcyjnym psychopatą, ile sfrustrowanym socjopatą zmuszonym do zbrodni przez chroniczną biedę . Joker był jednak krytykowany za plagiat filmów Martina Scorsese takich jak Taksówkarz (1976) i Król komedii (1983) .

### Adaptacje sztuk teatralnych

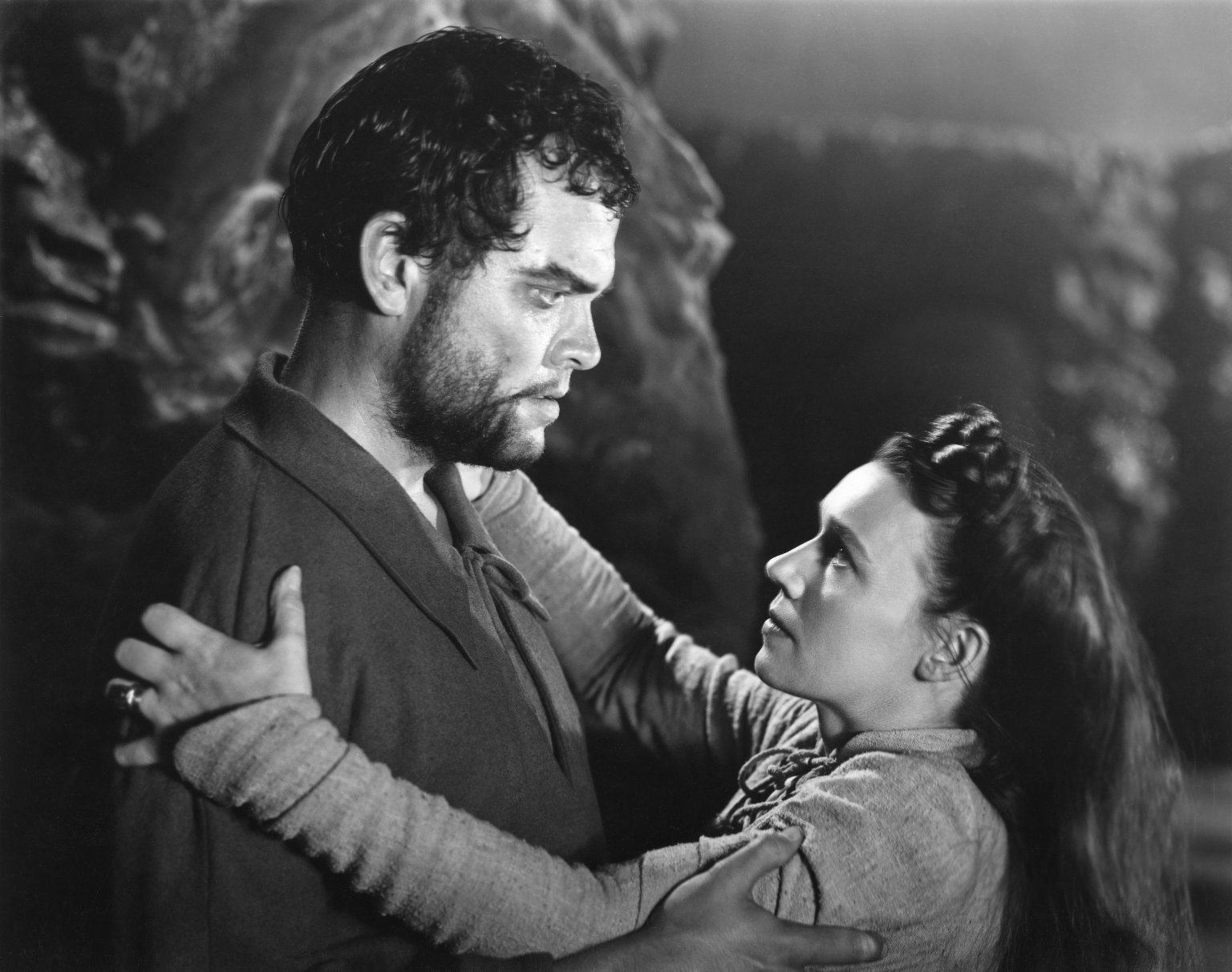
Orson Welles i Jeanette Nolan w adaptacji szekspirowskiego Makbeta: kadr z filmu Makbet (1948, reż. Welles)

Teatr również był jedną ze sztuk podatnych na liczne ekranizacje. Jednym z najważniejszych twórców, którego sztuki są nieustannie przekładane na filmy, pozostaje William Shakespeare. Jako przykład twórczej adaptacji jego utworów może posłużyć Tron we krwi (1957) Akiry Kurosawy. Reżyser filmu przełożył treść szekspirowskiego Makbeta na realia rozdrobnionej, ogarniętej wojnami domowymi Japonii; do historii kina przeszła scena przeszycia królobójcy dziesiątkami strzał, która była wyrazistym odpowiednikiem zabójstwa popełnionego na Makbecie. Wielokrotnie za inspirację dla reżyserów służył Hamlet (np. adaptacja Laurence’a Oliviera z 1948 oraz Grigorija Kozincewa z 1964), Henryk V (adaptacja Kennetha Branagha z 1989), Ryszard III (ekranizacja Richarda Loncraine’a z 1995, z głównym antybohaterem wystylizowanym na Adolfa Hitlera), Tytus Andronikus (eklektyczna adaptacja Julie Taymor z 1999) tudzież Romeo i Julia. Przykład tej ostatniej sztuki pokazuje, że może ona być zaadaptowana bez drastycznych zmian (np. wersja Franca Zeffirellego z 1968) lub wprost przeciwnie – może zostać odczytana w kluczu postmodernistycznym, czego dowodzi porównywana do teledysków MTV interpretacja autorstwa Baza Luhrmanna (1996).
We współczesnych filmowych reinterpretacjach dramatów scenicznych częstym źródłem inspiracji są różnorodnie interpretowane sztuki antyczne ze starożytnej Grecji. Jean-Marie Straub i Danièle Huillet w 1991 nakręcili Antygonę na podstawie tragedii Sofoklesa, gdzie materiał wyjściowy został potraktowany dosłownie, a beznamiętna, deklaratywna gra aktorów wywołuje Brechtowski efekt obcości . Inna twórcza adaptacja dzieła Sofoklesa, Król Edyp (1967) Pasoliniego, wykorzystuje rekwizyty z różnych kultur z całego świata, co podkreśla uniwersalność mitu sportretowanego w tragedii . Adaptacjom podlegają również komedie sceniczne. Do ich przykładów można zaliczyć Molierowskiego Skąpca w interpretacji Jeana Giraulta i Louisa de Funèsa (1980), gdzie ten ostatni – znany z ról porywczych awanturników – wcielił się w odpowiadającą jego temperamentowi aktorskiemu postać Harpagona.

### Adaptacje dzieł muzycznych

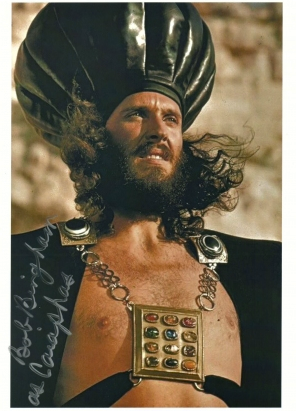
Bob Bingham jako Kajfasz: kadr promocyjny z filmu Jesus Christ Superstar (1973, reż. Norman Jewison)

Innym materiałem zdatnym do adaptacji na potrzeby sztuki filmowej są utwory muzyczne, a także choreograficzne spektakle na nich oparte (opery, balety oraz musicale). Utwory muzyczne mogą służyć jako element pomagający w interpretacji fragmentu lub całości filmu; Galop Walkirii Richarda Wagnera, odczytywany powszechnie w kategoriach ideologii nazistowskiej, został wykorzystany w sekwencji lotu amerykańskich śmigłowców podczas ostrzeliwania wietnamskiej wioski w filmie wojennym Czas Apokalipsy (1979) Francisa Forda Coppoli (notabene adaptacji Jądra ciemności Josepha Conrada). Bywa jednak, że wokół całego utworu muzycznego budowana jest fabuła filmu. Holenderski animator Michaël Dudok de Wit w filmie animowanym Mnich i ryba (1994) zrytmizował akcję tak, aby pościg tytułowego zakonnika za rybą odbywał się w takt muzyki Arcangela Corellego. Ekranizacji podlegają także całe albumy, między innymi przełożony w 1964 przez Richarda Lestera A Hard Day’s Night grupy The Beatles albo przeniesiony na ekran przez Alana Parkera The Wall (1979) zespołu Pink Floyd.
Również opery bywają przenoszone na ekrany kin, czego przykładami są Don Giovanni (1979) Josepha Loseya na podstawie utworu Wolfganga Amadeusa Mozarta oraz reinterpretacje Carmen Georges’a Bizeta (amerykańska Czarna Carmen, 1954, Ottona Premingera; południowoamerykańska Czarna Carmen, 2005, Marka Dornforda-Raya) . Jednak powodzeniem cieszą się przede wszystkim adaptacje broadwayowskich musicali. Wśród szczególnie wykorzystywanych materiałów źródłowych znajdują się spektakle muzyczne Andrew Lloyda Webbera, choć ich ekranizacje różnią się jakościowo. Jesus Christ Superstar (1973) Normana Jewisona, kontrowersyjna wizja ostatnich dni z życia Jezusa Chrystusa, została osadzona na izraelskiej pustyni, aktorzy zaś – wystylizowani na hippisów. O ile film Jewisona okazał się kasowym przebojem w dobie wygasającej kontrkultury , mniejszym powodzeniem cieszyły się inne filmy na motywach musicali Webbera: Evita (1996) Parkera, Upiór w operze (2004) Joela Schumachera, czy też skrajnie negatywnie przyjęte Koty (2019) Toma Hoopera, gdzie umowne kostiumy sceniczne aktorów zostały zastąpione generowanymi komputerowo .

### Adaptacje sztuk pięknych
Niekiedy źródłem inspiracji dla reżyserów filmowych są również same sztuki piękne. W 1990 Kurosawa nakręcił film Sny, który jest nominalnie zapisem wyśnionych przezeń marzeń, lecz zawiera istotny fragment, w którym główny bohater spotyka się z Vincentem van Goghiem. Spotkanie to poprzedza podróż bohatera przez krajobrazy inspirowane malarstwem neoimpresjonistycznym van Gogha, a materiałem ilustracyjnym do owej sekwencji jest Preludium op. 28 Des-dur Fryderyka Chopina. Innym cenionym filmem inspirowanym bezpośrednio malarstwem jest Młyn i krzyż (2011) Lecha Majewskiego. Inscenizacja obrazu Droga krzyżowa Pietera Breughla opiera się na wzajemnym dialogu malarza z jego mecenasem oraz dokładnym wyjaśnieniu kontekstu stworzenia dzieła (terror hiszpańskiej armii wobec mieszkańców Niderlandów), jak również na ożywieniu namalowanych postaci biorących udział w wydarzeniach na obrazie. Całościowo na obrazach van Gogha wzorowany jest pełnometrażowy film animowany Twój Vincent (2017) Doroty Kobieli i Hugh Welchmana, którego drugoplanowe postacie zostały zapożyczone z portretów wykonanych przez holenderskiego malarza.

### Adaptacje gier komputerowych
Za osobny fenomen mogą uchodzić adaptacje gier komputerowych, medium zyskującego na popularności od lat 70. XX wieku. Już w 1982 przełożenia na serial telewizyjny doczekała się prosta gra zręcznościowa Pac-Man; na przełomie XX i XXI wieku na ekrany kin wchodziły kolejne adaptacje popularnych gier, na przykład Super Mario Bros. (1993), Mortal Kombat (1995), Tomb Raider (2001), Final Fantasy: Wojna dusz (2001), Silent Hill (2006) i tym podobne. Adaptacje gier komputerowych nie mają jednak na ogół ambicji artystycznych, a ich celem jest przede wszystkim kapitalizowanie sukcesu komercyjnego pierwowzorów. Nie cenią ich również krytycy; w rankingu sporządzonym przez agregator Rotten Tomatoes, biorącym pod uwagę 43 filmy na podstawie gier (stan z lipca 2020), jedynie trzy ekranizacje gier (Angry Birds 2, 2019; Pokémon: Detektyw Pikachu, 2019; Sonic the Hedgehog, 2020) zebrały więcej niż 60% pozytywnych opinii amerykańskich krytyków. Jednym z wyjątków wśród ekranizacji gier komputerowych, które zostały odebrane przez krytyków przychylnie, jest głośny serial The Last of Us (2023) nakręcony na podstawie gry Naughty Dog pod tym samym tytułem. Produkcja ta zebrała bardzo pozytywne recenzje, a część krytyków określiła ją mianem „najlepszej adaptacji gry komputerowej w historii”. Adaptacje gier cieszą się wszelako powodzeniem wśród widzów, zarówno w kinach, jak i na platformach dystrybucji cyfrowej . Pojęciem odwrotnym, opisującym stworzenie gry komputerowej na podstawie innego dzieła, jest egranizacja.